# Geolycosa ternetzi
Geolycosa ternetzi är en spindelart som först beskrevs av Cândido Firmino de Mello-Leitão 1939. 
Geolycosa ternetzi ingår i släktet Geolycosa och familjen vargspindlar. Artens utbredningsområde är Paraguay. Inga underarter finns listade i Catalogue of Life.